# Habay
Habay ist eine belgische Gemeinde im Arrondissement Virton der Provinz Luxemburg.

## Gemeindegliederung
Die Gemeinde Habay besteht aus den zehn Ortsteilen: 
| amtlicher Name (franz.) | wallon./gaumes. Name | luxemburgischer Name | deutscher Name |
| ----------------------- | -------------------- | -------------------- | -------------- |
| Anlier                  | Anliè                | Ansler               | Ansler         |
| Habay-la-Neuve          | Habâ-la-Nieu         | Neihabech            | Neu-Habich     |
| Habay-la-Vieille        | Habâ-la-Viè          | Alhabech             | Alt-Habich     |
| Hachy                   | Häerzich             | Häerzeg              | Herzig         |
| Harinsart               | Harinsâ              | -                    | -              |
| Houdemont               | Hoûlmont             | -                    | -              |
| Marbehan                | Marbuhan             | -                    | -              |
| Nantimont               | Nantchèmont          | -                    | -              |
| Orsinfaing              | Orsinfan/Ochinfa     | -                    | -              |
| Rulles                  | Rûles                | Rill                 | Rure           |

## Sehenswürdigkeiten
Beim Ortsteil Habay-la-Vieille liegt eine in römischer Zeit erbaute Villa rustica, die von der Mitte des 1. bis zum 4. Jahrhundert bewohnt war.

## Persönlichkeiten
- Maurice Grevisse (1895–1980), belgischer Grammatiker
- Jean Mergeai (1918–1945), römisch-katholischer Geistlicher, NS-Opfer

## Weblinks

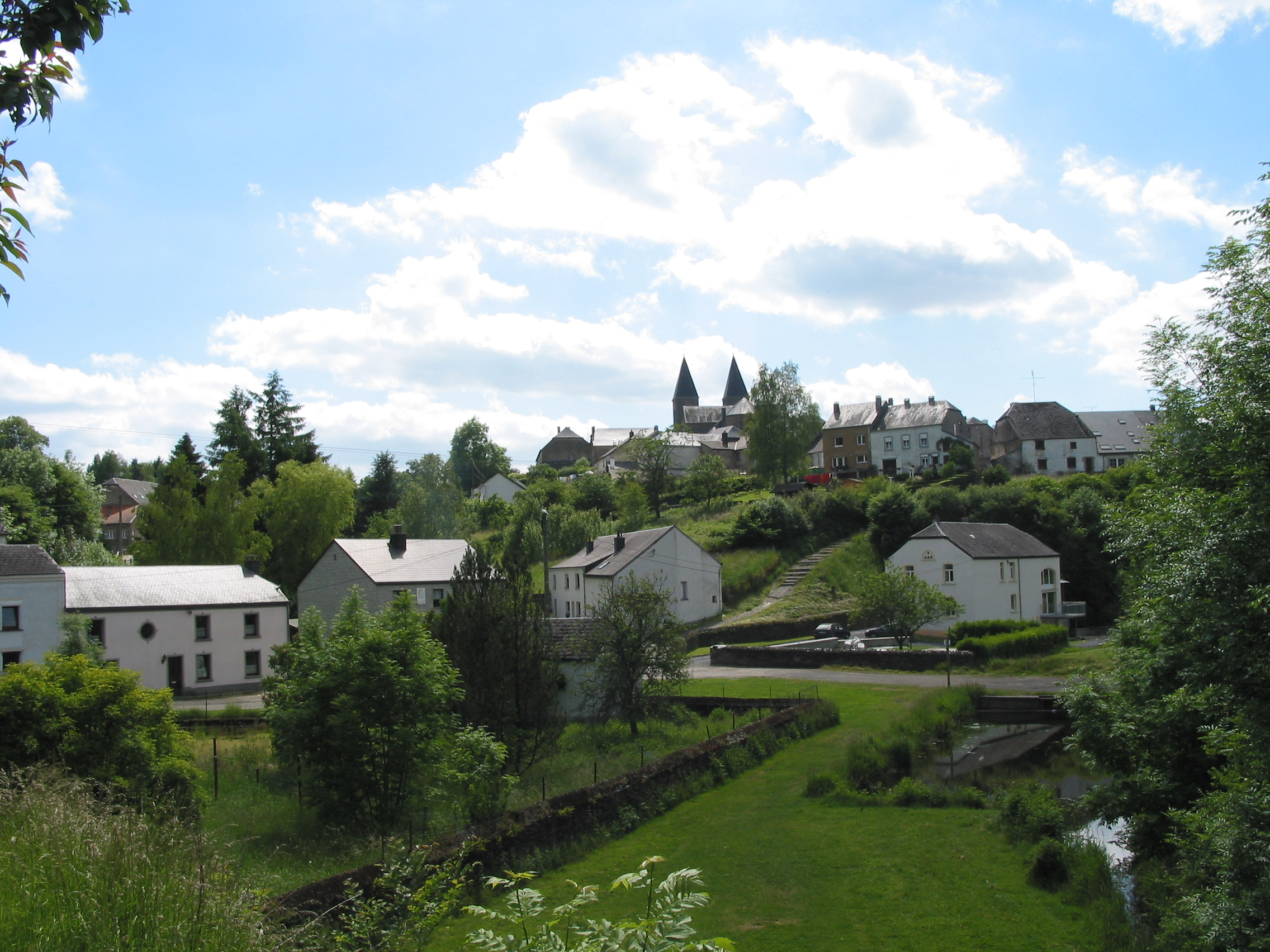
Blick auf Habay-la-Neuve